# ルパン三世 1$マネーウォーズ
- ルパン三世 > ルパン三世 1$マネーウォーズ
- トムス・エンタテインメントの作品一覧 > ルパン三世 1$マネーウォーズ
- 金曜ロードショー > ルパン三世 1$マネーウォーズ

『ルパン三世 1$マネーウォーズ』（ルパンさんせい ワンダラーマネーウォーズ）は、モンキー・パンチ原作のアニメ『ルパン三世』のTVスペシャルシリーズ第12作。2000年7月28日に日本テレビ系の『金曜特別ロードショー』にて放送された。視聴率は19.7%。

## 概要
ナポレオン、レーニン、ヒトラーなど世界の歴史的指導者の手から手へ渡り歩き、それを手に入れたものは「世界の王」になれるといわれている「幸運のブローチ」をめぐって、ルパンと投資銀行頭取シンシアとの争奪戦が展開する。作品の舞台は放送当時ITバブルに沸くアメリカが中心で、ルパンがノートパソコンにインストールした古代文字の翻訳ソフトを使用したり、悪役の女性が新興の投資銀行の社長だったりするなど、時代の世相を反映している。また、戦闘も悪役ではなく傭兵が主体で、タイトル通り経済戦争を彷彿とさせている。
本作はセル作画・フィルム撮影で制作された最後の作品であり、20世紀における最後のルパン三世のアニメ作品でもある。
劇中の冒頭でルパンが競売の会場から逃亡する際、会場にいた参加者全員に自分の顔のマスクを被せているが、これは『TV第1シリーズ』第19話「どっちか勝つか三代目」のオマージュに近い演出である。また、そのマスクはTVシリーズから劇場映画に至るまで、様々なデザインの物が使用されていた。
本作のゲストマドンナキャラクターは事実上2名体制となっており、一方はTVスペシャルで比較的登場する少女タイプ、もう一方は大企業のトップである成熟した女性であり、敵役でありながらルパンに恋心を抱く微妙な心境が描かれている。
前半では飛行機に変形できるスバル360が登場し、オープニングのカーチェイスや、その後の尾行などに使用されたが、ドアの開き方は実車とは異なっている（実車の場合、ドアの蝶番は後部にあるが、ルパンのものは前部に付いていた）。
シリーズ恒例のテーマソング「ルパン三世のテーマ」については、97年バージョンをDJよしお（現・DJ440）がリミックスした「ルパン三世のテーマ'97（Readymade 440Mix）」として使用された。
制作会社が現在のトムス・エンタテインメントに社名変更してから最初の『ルパン三世』のアニメ作品でもある。

### 制作
殿勝秀樹が、監督としては初登板した。抜擢された殿勝は、本シリーズのファンでほぼ全作品を視聴していたことから「アニメーションのルパン像」が強く印象に残っていたが、監督を務めるにあたり「自分の思っているルパン像とは何なのか」を考えるため、原作を読み「アニメで描かれたルパン像をいったん取り外して、自分がルパンのどこにかっこ良さを感じるのか」を再考した。そこで、以下の方針を立てたという。
- 近作はサブキャラクター中心の話が多いため、ルパンを中心にした話を作る。
- アウトローだからかっこいい「泥棒としてのルパン」を描く。また、ルパンの魅力である「本音を絶対喋らないこと」にこだわり、言動が一致するような台詞廻しは避ける。
- トレジャーハンターになりつつあるルパン達が「泥棒（＝人のものを盗み取る）」であることを再確認するため、人のものだとはっきりわかり、現実世界でも不況により皆が欲しがっている「金」をストーリーの軸にする。

殿勝は後に「簡単に言ってしまえば、1ドルで負けて1ドルで勝つという話なんです。だからこそ、泥棒としてのルパンの本質を描けるんじゃないかと思ったんです」と語っている。
1995年放送のTVスペシャル『ハリマオの財宝を追え!!』以来、5年ぶりに柏原寛司が脚本を手がけた。柏原のリクエストにより、舞台がニューヨークになったという。同じく『ハリマオの財宝を追え!!』を最後にシリーズを降板していた飯岡順一も本作から脚本プロデューサーとして復帰した。
キャラクターデザインには、殿勝と組むことが多い田中良が担当した。
本作から、長年撮影監督を務めた長谷川肇が降板している。また、この作品から『TV第2シリーズ』や1989年放送のTVスペシャル『ルパン三世 バイバイ・リバティー・危機一発!』よりほぼ変わらなかった中核のスタッフが流動的になる。

## あらすじ
ニューヨークのオークション会場でパブロ・ピカソの作品が競売にかけられる中、1カラットの価値も無い安物の指輪「マルケスの記念指輪」が出品された。主催者も期待していないなかで1人の紳士と電話を通じて入札する謎の人物による激しい競り合いとなり、最終的には電話の人物が100万1ドルで落札した。オークション会場にルパンが現れる情報を得てやってきた銭形警部は、納得いかず抗議する紳士の正体がルパンだとすぐに見抜くが、ルパンは煙幕を用いて指輪を奪い、地下駐車場へ逃亡する。しかし、地下駐車場で待ち構えていた同じ指輪を狙う謎の男に襲われ、ルパンは命からがら逃げ出すも指輪は奪われてしまう。
場末のバーで次元大介と合流したルパンは、その指輪について詳細を教える。指輪は今こそ場末のバーで歌う歌手で、将来的に歌手として成功を夢見る歌姫サンディにプレゼントするものだったと明かすが、それは自身らを見張る者が指輪の秘密に気づいていないと思わせるためのブラフで、指輪の正体は歴史上の様々な独裁者の手に渡った「幸運のブローチ」と呼ばれるお宝を発見するためのものだという。さらにそのブローチは第二次世界大戦直後の混乱期に行方不明となったが、その謂われを知るリック・フィッシュバーンという歴史学者が二度と独裁者が現れないようにとの願いを込めて封印したものだと語る。
ルパンらは、自身の行動を監視しつつ地下駐車場でルパンを襲った謎の男を尾行する。その結果、黒幕は急成長著しい世界的な大手投資銀行「バンク・オブ・ワールド（BOW）」で、同時にオークションでルパンと競り合った電話の人物がBOWの頭取を務める女傑シンシア・F・クレイモフ、ルパンを襲った謎の男は彼女に雇われた元スペツナズのアレクセイ・ナビコフだと判明する。
ルパンが指輪の秘密を知らなかったと報告するナビコフだが、ルパンらが自身を見張っていることに気付いていたシンシアは、銭形を招き入れてルパンに関する情報を集めてからルパンの迎撃を企てるが、石川五ェ門が合流していたルパン一味はBOWの金庫室を再び煙幕を用いて真正面から破り、シンシアを人質に取りながら指輪を奪い返して屋上へ脱出する。ナビコフらに先手を打たれて追い込まれながらもヘリコプターを奪って逃げる際にルパンはシンシアに別れの口づけを行うが、それを見たナビコフは指輪よりシンシアを愛していたため許せなくなり、ルパンの左胸を狙撃によって撃ち抜く。ルパンはヘリコプターから葬儀中の教会へ転落し、直後にナビコフが現れ、ルパンの死体から指輪を奪ってその場を去る。
ルパンが死亡した事で不二子は急遽駆けつけ、銭形は悲観に暮れてICPOに辞表を提出する。次元らはルパンの敵討ちとしてナビコフの殺害を決意するが、ナビコフはシンシアからの指示も受けて次元らを殺害するためあえて待ち受けており、時限爆弾をセットされてナビコフは撤退、3人は追い込まれてしまう。そこへ謎の神父が現れて3人は救助されたが、その神父の正体はルパンだった。ルパンはナビコフからの狙撃を受けるも、BOWの金庫室を破る際に次元へ貸していたワルサーP38を狙撃直前に返されていたためにブロックとなり、背中には特製の巨大エアバッグを仕込んでいたために教会の屋根を突き破って転落するも怪我一つしなかった。さらにルパンの死体と思われた男はたまたまその教会で葬儀が行われていた無関係の男で、ルパンはその男の死体を自分そっくりにリメイクしてナビコフに任務の成功を信じ込ませたのだった。無事に全員が集まったルパン一味は、BOWへの報復と「幸運のブローチ」を手に入れるため、中南米の小国・カリ島へと向かう。
カリ島は未開発の大きな海底油田が眠っていると言われており、石油で一山当てようという者が集まる島であった。サンディの故郷でもあり、ルパンたちと時を同じくして帰郷し、地元のバーの歌手となっていた。一方、ルパンらに先立ってシンシアはスイスを訪れ、指輪を加工した職人の息子である時計屋に会いに来た。そこで指輪に密かに刻まれていた暗号文章を知り、謝礼として小切手を渡すも店主はルパンの変装であり、ルパンもシンシアと同じタイミングで暗号を手に入れる。
カリ島に戻ったルパンはBOWを出し抜くために、一攫千金を夢見て50年に渡り掘り続けるも油が出ない「リッチマン石油」を格安で買い取る。そして油が出たという近隣の油田から密かにバイパスを設けてそれを掠め取り、ルパンを除く一味であたかも油田を掘り当てたかのように見せかける。情報を聞きつけた世界中の投資企業が油田の利権を買おうとする中、そこにはBOWもいた。単独行動のルパンはその頃、古代マヤ文字で書かれた暗号の謎を解こうとノートパソコンに向かい、ブローチの場所は、現在は国立病院となっている旧フィッシュバーン邸のベッドルームだと知る。
シンシアはカリ島の軍部と手を結んで他の産油国と共に世界中で戦争の火の手を上げ、それによる世界混乱を利用して大規模な株価上昇による経済的収益を挙げることを目論んでおり、そのためには莫大な石油と独裁者に成功をもたらすというブローチが必要であった。シンシアは直接「リッチマン石油」を訪れ、不二子と交渉して1000億ドルを提示する。そこへルパンも現れ、生きていたことに驚く彼女に対して今夜中に代金を支払えばブローチも渡すと約束し、2人は握手する。シンシアが去った後、不二子はルパンに女性の勘として「シンシアはルパンを好きになっている」と指摘する。
ルパンはブローチを手に入れるため、次元と夜の病院へ潜入する。ルパンが生きている事を知ったナビコフも今度こそ殺害の成功を狙い、病院に突入する。ルパンらが手術室で念願のブローチを見つけたのも束の間、ナビコフらの襲撃を受けて逃走劇が始まる。ブローチの効果もあって敵の追撃を上手く回避しながら戦争物資が収められた倉庫に向かう中で五ェ門も助太刀に現れ、ナビコフの部下はほぼ全滅する。倉庫内でシンシアらの計画に気付いたルパンはナビコフの目の前で物資に火をつけ、爆発に紛れて倉庫から脱出する。爆発で重傷を負ったナビコフは三度ルパンを殺害しようとするが、直後の爆発で倉庫が崩壊し、ナビコフは崩落した倉庫の壁の下敷きになり圧死する。
もぬけの殻となったリッチマン石油の前でルパンに出し抜かれたことに気付いたシンシアは、軍部から物資が焼失したために作戦は中止と伝えられる。悲嘆に暮れてホテルに戻ってくるが今度はクレジットカードが使えなくなっており、ホテルのロビーに併設されたバーにいたルパンから敗因を伝えられる。ルパンは、彼女が時計屋に支払った小切手を基に不正に金を引き出したために、彼女の多額の貯金は無いと教える。シンシアは自分がとある独裁国家の独裁者の娘であったことを明かし、幼少時に革命で亡くなった父が探していたブローチが欲しかったという。最後にルパンは水の入ったコップにコインを入れるゲームで自分に勝てばブローチは渡すと提案するが、彼女はゲームに負ける。ホテルを去ろうとするルパンを背後から拳銃で撃とうとするシンシアだが、ルパンが不意に投げた1ドルコインが撃鉄に挟まり不発に終わる。そこにICPOへ復職していた銭形が現れ、大統領からの拘束命令が出ていたシンシアは逮捕された。
ニューヨークに戻ったルパン一味だが、1000億ドルは不二子に持ち逃げされ、また無一文に戻っていた。次元は今回の成果であるブローチはどうしたかと尋ねると、タイムズスクエアの電光掲示板に歌手として成功を収めたサンディが映っており、その胸にはあのブローチが輝いていた。不二子は再び投資に失敗して1000億ドルを失い、そこに銭形が現れ、ルパン一味を逮捕しようとするが、逃げられるシーンで物語は終わる。

## 登場人物

### メインキャラクター
ルパン三世
かの名高き怪盗アルセーヌ・ルパンの孫で、自らも世界的な大怪盗かつ変装の達人。
数々の独裁者を成功に導いたという「幸運のブローチ」を狙う。
次元大介
コンバットマグナムを使う射撃の名手でルパンの相棒。
前半の潜入時に愛銃のマグナムを落としてしまう不運に直面する。ルパンからワルサーを借りるも上手く使いこなせず、途中から慣れない拳銃(コルト・パイソン)を購入し苦戦する様子を見せる。
石川五ェ門
古の大泥棒・石川五ェ門の十三代目。最強の刀「斬鉄剣」を使う居合い抜きの達人。
怪しげな仏教系新興宗教の女宣教師に入れ込み、浄財として金が入用のためルパンに協力する。
峰不二子
ルパン一味の紅一点で、付かず離れずの存在。時にはルパン達を利用したり、裏切ったりすることも多い。
序盤では泥棒稼業は古いと言って投資で財産を増やそうとし、ルパンの協力要請を断る。BOWの投資詐欺に引っかかって8000万ドル（当時のレート換算で約90億円）の損失を被り、報復するべくルパン一味に合流する。
銭形警部
ルパン一味を追うICPOの捜査官。ルパン専任捜査官であるため、ルパンに関係する事件なら世界中どこでも捜査権が認められている。
前半でルパンの死を受けてICPOを辞職してしまう。すぐに生きていることを知り、後を追ってカリ島に入るが、バーでルパンを取り押さえたつもりが間違えて民間人（実はルパンの変装）を負傷させてしまい、傷害の容疑で逮捕されてしまう。

### ゲスト
シンシア・F・クレイモフ
本作の敵であり、ゲストヒロイン。巨大投資銀行「BOW（バンク・オブ・ワールド）」頭取。
急成長中の巨大投資銀行のトップである若き女傑。「マルケスの記念指輪」の秘密を知っており、手に入れようとする。とある1ドルコインを肌見放さず持っている。
実は某国の独裁者の娘で、幼少時に革命が起こり、脱出時に目の前で父は暗殺されている。父が探していた「幸運のブローチ」を手に入れ、国際経済の独裁者になることを目標に生きていた。また、1ドルコインも父の形見であった。
アレクセイ・ナビコフ
シンシアに雇われている傭兵。旧ソ連KGB局員、元スペツナズ。
個人の戦闘能力ほか、部隊指揮能力も高い男。シンシアの命令を受けて「マルケスの記念指輪」を手に入れようとする。当初はあくまでビジネスとしてルパン一味と相対していたが、シンシアに惚れ込んでおり（シンシアはその気はない）、物語前半で彼女の唇を奪ったルパンを強く憎み、殺そうとする。
サンディ・フィッシュバーン
本作のもう1人のゲストヒロイン。場末のバーの若い歌手。
ラテン系の若い美人。いずれ成功を夢見ている歌手であり、ルパンからもいずれ成功すると太鼓判を押されている。序盤ではルパンが指輪を狙った目的は彼女にプレゼントするためであった。
実はカリ島の出身であり、中盤でフィッシュバーンのファミリーネームが明かされ、リック・フィッシュバーンの孫だった。
ギルバート
BOWの役員で関連ヘッジファンドの代表。シンシアの側近。
物語前半にシンシアが行う出資詐欺の表向きの責任者の男。とある小国が発行したプリンス債と呼ばれるジャンク債で多額の出資を集めた後、わざと政変を起こして出資金を騙し取る。ギルバート自身は逮捕されるが、出資金はすべてシンシアが持ち出して逮捕を免れており、また彼女によれば彼が収監されるのは待遇の良い刑務所で、出所後の生活も保証されているという。
リック・フィッシュバーン
歴史学者。故人。
カリ島の名家出身の男。第二次世界大戦直後、偶然から「幸運のブローチ」を手に入れ、その忌まわしい来歴から封印することを決める。その隠し場所を示すものとして「マルケスの記念指輪」を残す。

## 用語
幸運のブローチ
これまでにナポレオン、レーニン、ヒトラーといった権力者の手を渡り歩き、手にした者を世界の王にするといわれるブローチ。羽を広げた鳥の形をしており、無数の宝石が散りばめられている。歴史学者リック・フィッシュバーンが偶然入手し、2度と独裁者が出ないよう願ってどこかに封印した。
本アイテムは後年制作されたOVA『ルパン三世 GREEN vs RED』にも登場した。
マルケスの記念指輪
見た目は1カラットもない安物の指輪であるが、その宝石部分には幸運のブローチの在りかが記されている。

## 声の出演
- ルパン三世 - 栗田貫一
- 銭形警部 - 納谷悟朗
- 次元大介 - 小林清志
- 石川五ェ門 - 井上真樹夫
- 峰不二子 - 増山江威子
- シンシア・F・クレイモフ - 小山茉美
- アレクセイ・ナビコフ - 中田譲治
- サンディ・フィッシュバーン - 松本梨香
- 松岡文雄
- 峰恵研
- 秋元羊介
- 坂東尚樹
- 小山武宏
- 田原アルノ
- 谷昌樹
- 鳥畑洋人
- 横尾博之
- 清水敏孝
- 永田亮子

## スタッフ
- 原作 - モンキー・パンチ（中央公論新社刊）
- 監督・絵コンテ - 殿勝秀樹
- 脚本 - 柏原寛司
- 演出 - 矢野篤
- キャラクターデザイン - 田中良
- 作画監督 - をがわいちろを、大杉宜弘、平山智、小林利充
- 美術監督 - 宮野隆
- 撮影監督 - 白井久男
- 編集 - 鶴渕允寿
- 音楽 - 大野雄二
- 音楽監督 - 鈴木清司
- 録音監督 - 加藤敏
- 音響効果 - 糸川幸良
- 音響制作 - 東北新社
- 音響制作担当 - 田中信作、神部宗之、三好慶一郎
- 制作担当 - 浄園祐
- 脚本プロデューサー - 飯岡順一
- アシスタント・プロデューサー - 大石祐道（TMS）
- プロデューサー - 山下洋（日本テレビ）、尾﨑穏通（TMS）
- 主題歌「Life's a Flame」
  - 歌 - ユー&エクスプロージョンバンド with リレット
- 挿入歌「TAKE ME」（ラブ・スコール）
  - 歌 - 大野雄二トリオ with リレット
  - BGM - 「ルパン三世『1$マネーウォーズ』オリジナルサウンドトラック」
- 企画・制作 - 日本テレビ
- 製作 - トムス・エンタテインメント